# 道の駅はちもり
道の駅はちもり（みちのえき はちもり）は、秋田県山本郡八峰町にある国道101号の道の駅である。愛称はお殿水。

## 概要

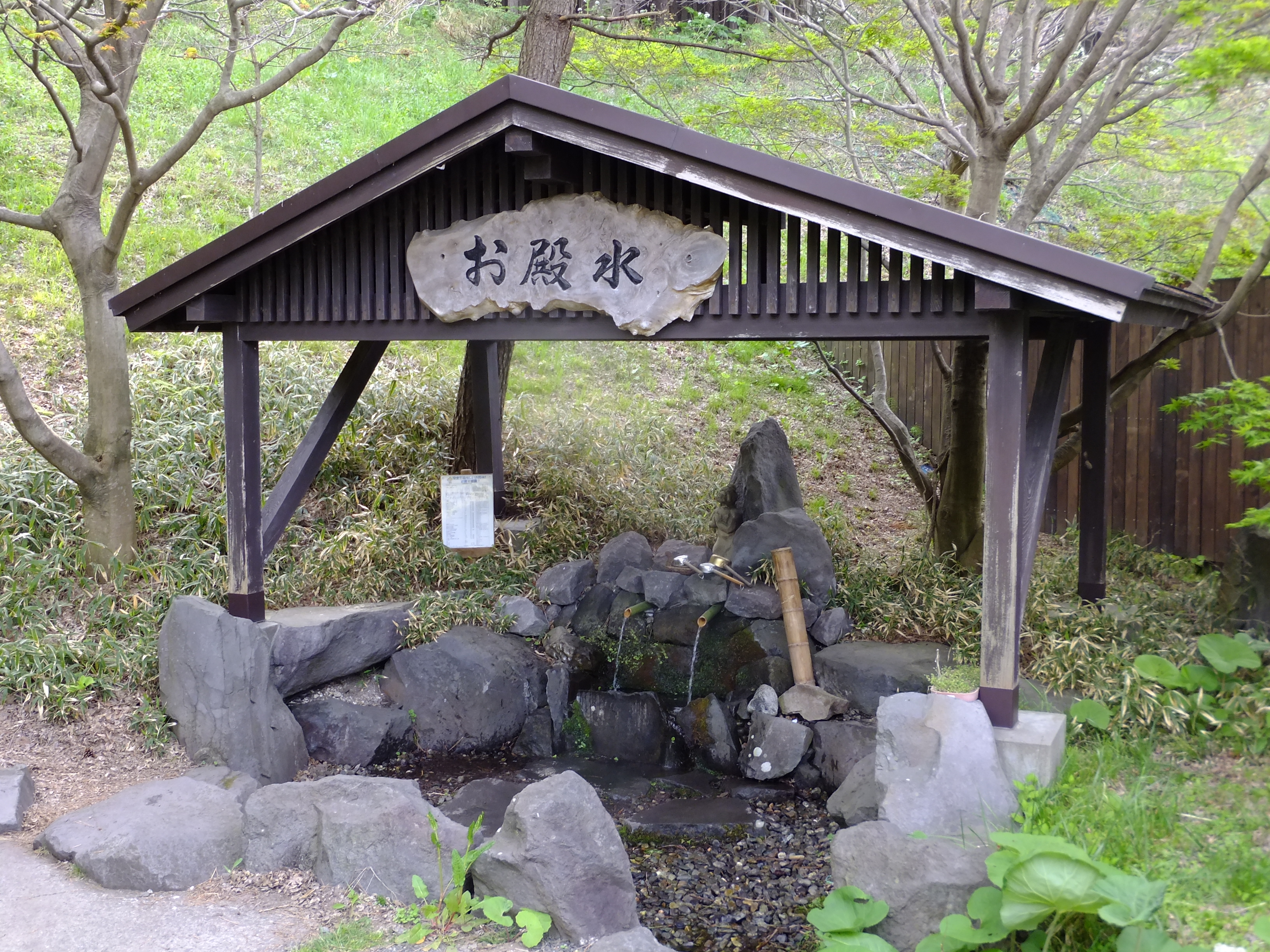
敷地内にある湧き水「お殿水」

国道101号線沿いの北側、青森県との県境に近い位置に所在する。
道の駅敷地内には愛称にもなっている「お殿水」と呼ばれる白神山地に水源を由来する湧き水があり、誰でも自由に持ち帰ることが可能である。江戸時代、参勤交代の際に当地を通った殿様がこの水を飲み、「甘露、甘露」と絶賛したことからこう呼ばれ始めたと伝わっている。
八峰町は、現在の施設が建設から30年近く経過していることと、道の駅を活かした地域活性化を図る目的から、本駅を現在地の約5km南にある八森いさりび温泉 ハタハタ館付近に移転する方針で2021年度（令和3年度）以降に協議を行うことを表明している。

## 施設
- 駐車場
  - 普通車：29台
  - 大型車：5台
  - 身障者用：1台
- トイレ（いずれも24時間利用可能）
  - 男：大 2器、小 3器
  - 女：4器
  - 身障者用：1器
- 公衆電話：1台
- 道路情報コーナー
- 物産コーナー
- 展望台
- くつろぎ広場
- 食事処（9:30 - 16:30）
- 湧き水（お殿水）

## 休館日
- 12月31日 - 1月2日

## アクセス
- 国道101号 - 登録路線